# Vet din pappa...
Vet din pappa... är ett musikalbum av den svenska trallpunkgruppen M.I.D. Albumet släpptes 2004 på skivbolaget Second class kids.

## Låtlista[1]
1. Håll käft!
2. Tacksam
3. Vet din pappa...
4. Global
5. Se mig
6. Allt är till salu
7. Stackars lilla rika pojke
8. Nånting viktigt?
9. Bonus: Du lever bara en gång